# 4315 Pronik
4315 Pronik è un asteroide della fascia principale del diametro medio di circa 19,43 km. Scoperto nel 1979, presenta un'orbita caratterizzata da un semiasse maggiore pari a 2,9781257 UA e da un'eccentricità di 0,2935055, inclinata di 16,67481° rispetto all'eclittica.